# Orzoaică
Orzoaica (Hordeum distichon) este o specie de orz al cărei spic este format numai din două rânduri de boabe, mai bogate în amidon decât ale orzului și folosite la fabricarea berii. Orzoaica pentru bere se recoltează obligatoriu la umiditatea boabelor sub 14%, când conținutul în extractive neazotatate este cel mai ridicat, iar boabele posedă o energie de germinație mai mare. Produce 40 -  80 q/ha.

## Legături externe
- „orzoaică” la DEX online